# D-arabinitolo 2-deidrogenasi
La D-arabinitolo 2-deidrogenasi è un enzima appartenente alla classe delle ossidoreduttasi, che catalizza la seguente reazione:
D-arabinitolo + NAD+ ⇄ D-ribulosio + NADH + H+